# Ateliers et chantiers de Nantes
Les Ateliers et chantiers de Nantes sont un chantier naval né en 1961, de la fusion des Ateliers et chantiers de Bretagne et du site nantais des Ateliers et Chantiers de la Loire. 

## Histoire
Le 25 novembre 1961, les Ateliers et chantiers de Bretagne et le site nantais des Ateliers et Chantiers de la Loire, tous deux installés à la Prairie-au-Duc à Nantes fusionnent et donnent les Ateliers et chantiers de Nantes. En 1966, la structure change de nom et devient Société financière et industrielle des Ateliers et Chantiers de Bretagne (SFI-ACB).
Le 1er janvier 1969, la division Navires est cédée à Dubigeon-Normandie, SFI-ACB garde sa division Mécanique et Chaudronnerie. Cette division devient Ateliers et Chantiers de Bretagne en 1972, ACB filiale d'Alsthom-Atlantique en 1976, ACB filiale de GEC Alsthom en 1989, redevient ACB en 1991 et enfin Alstom-Fluides et Mécanique en 1998.